# سامويل غومبرز
سامويل غومبرز (27 يناير 1850 – 13 ديسمبر 1924) كان صانع سيجار أمريكي مولود في بريطانيا، وتزعم اتحاد نقابة العمال وكان شخصية محورية في تاريخ العمالة الأمريكية. أسس غومبرز الاتحاد الأمريكي للعمل، وشغل منصب رئيس الاتحاد بين عامي 1886 و1894، وأيضًا من عام 1894 وحتى وفاته سنة 1924. عزز الوئام بين مختلف النقابات الحرفية التي شكلت الاتحاد الأمريكي للعمل، وذلك في محاولة للحد من معارك الولاية القضائية. عمل على تشجيع التنظيم الشامل والمفاوضة الجماعية من أجل تأمين ساعات عمل أقل وأجور أعلى، فيما اعتبره الخطوات الأولى الضرورية لتحرير العمالة.
شجع النقابات الأعضاء في الرابطة على اتخاذ إجراءات سياسية «لانتخاب أصدقائهم» «وهزيمة أعدائهم». في السياسة، أيد الديمقراطيين في الأغلب، والجمهوريين المحليين في بعض الأحيان. قاد المعارضة للهجرة القادمة من الصين. خلال الحرب العالمية الأولى، دعم غومبرز والاتحاد الأمريكي للعمل بقوة جهود الحرب، في محاولة لتجنب الضربات ودفع المعنويات مع رفع معدلات الأجور وتوسيع مجال العضوية. ارض بشدة جماعات العمل المناهضة للحرب، وخاصة اتحاد العمال الصناعيين في العالم.

## نشأته
ولد سامويل غومبرز في 27 يناير 1850، في سبتاليفيلدز، منطقة تقطنها الطبقة العاملة في الطرف الشرقي من لندن، لعائلة يهودية تحدرت في الأصل من أمستردام. كان ابن سارة (روت) وسولومون غومبرز، صانع سيجار. في سن السادسة، التحق سامويل بالمدرسة اليهودية الحرة لنيل تعليمه الأساسي. لكن مسيرته هناك لم تدم طويلًا، إذ أرسل بعد 3 أشهر من عيد ميلاده العاشر للعمل متمرنًا في صناعة السيجار وكسب المال لعائلته الفقيرة.
تابع غومبرز دروسه في مدرسة ليلية، متعلمًا العبرانية، ودرس التلمود، وهي عملية شبهها لاحقًا بدرس الشريعة. في حين كان يقدر العبرانية في شبابه، إلا أنه لم يكن احترامًا لليديشية.

## قيادته الاتحاد الأمريكي للعمل
ساهم غومبرز في تأسيس اتحاد نقابات العمال المنظمة في عام 1881، بوصفه تحالفًا من النقابات ذات التفكير المماثل. في سنة 1886، أعيد تنظيمه في الاتحاد الأمريكي للعمل، برئاسة غومبرز. باستثناء سنة 1895، بقي غومبرز رئيسًا للمنظمة حتى وفاته.
تحت وصاية غومبرز، اكتسب تحالف الاتحاد الأمريكي للعمل قوة تدريجيًا، مما قوض المنصب الذي كان يشغله اتحاد «فرسان العمالة»، ونتيجة لذلك، اختفى وجوده بحلول عام 1900. على وشك الدخول للسجن سنة 1911، لنشره مع جون ميتشل «قائمة المقاطعين»، إلا أن المحكمة العليا ألغت الحكم في قضية غومبرز ضد شركة باك ستوف آند رانج.

### الهجرة والشؤون الخارجية
دعا غومبرز، الذي كانت تربطه علاقة بعمال السيجار الكوبيين في الولايات المتحدة، إلى تدخل أمريكي في كوبا، وأيد الحرب الناتجة مع إسبانيا في سنة 1898. لكن بعد الحرب، انضم إلى الرابطة المناهضة للإمبريالية لمعارضة خطة الرئيس وليام ماكينلي لضم الفلبين. يرى ماندل (1963) أن معاداته للإمبريالية استندت إلى مخاوف انتهازية من تعرض وضع العمال المهاجرين ذوي الأجور المتدنية للخطر، وأنها تأسست على شعور بالتفوق العنصري على شعوب الفلبين.
بحلول تسعينيات القرن التاسع عشر، خطط غومبرز لإنشاء اتحاد دولي للعمل، يبدأ بتوسيع فروع الاتحاد الأمريكي للعمل في كندا، وخاصة أونتاريو. ساعد مؤتمر التجارة والعمل الكندي بالمال والتنظيم، وبحلول عام 1902، سيطر الاتحاد الأمريكي للعمل على الحركة النقابية الكندية.
عارض غومبرز، مثل معظم الزعماء العماليين، الهجرة غير المقيدة من أوروبا بسبب الخوف من أن تؤدي إلى خفض أجور عمال النقابات العمالية المحليين. عارض بشدة كل الهجرة من آسيا لأنها تؤدي إلى خفض الأجور، ورأى أنها تمثل ثقافة أجنبية لا يمكن استيعابها بسهولة في ثقافة الولايات المتحدة. تباهى غومبرز بأن اتحاد نقابات العمال المنظمة، الذي أعيدت تسميته فيما بعد إلى الاتحاد الأمريكي للعمل، بأنه «أول منظمة وطنية تطالب باستبعاد الحمّالين من الولايات المتحدة». أيد هو والاتحاد الأمريكي للعمل بقوة قانون استبعاد الصينيين عام 1882، الذي يحظر هجرة الصينيين، ونشرًا كتيبًا بعنوان «بعض أسباب الإقصاء الصيني. اللحوم مقابل الأرز. الرجولة الأميركية مقابل العتّالين الآسيويين. أيهما سينجو؟» في عام 1901. كان للاتحاد الأمريكي للعمل دور فعال في تمرير قوانين تقييد الهجرة من تسعينيات القرن التاسع عشر إلى عشرينيات القرن العشرين، مثل قانون حصص الطوارئ لعام 1921 وقانون الهجرة لسنة 1924 الذي وقعه الرئيس كالفين كوليدج ليصبح قانونًا. تخلص دراسة واحدة على الأقل إلى أن العلاقة بين الاتحاد الأمريكي للعمل والحزب الديمقراطي استندت إلى حد كبير على قضايا الهجرة، إذ أراد أصحاب الشركات الكبيرة مزيدًا من الهجرة من أجل العمالة الرخيصة، وبالتالي دعموا الحزب الجمهوري. شكك باحثون آخرون جديًا في هذا الاستنتاج، قائلين إنه يبالغ في تبسيط السياسة ووحدة قادة حزب العمال والأحزاب الرئيسية. حسب زعم أحد المراجعين في مجلة التاريخ الأميركي، أدلى كبار الزعماء الجمهوريين، مثل الرئيس ويليام ماكينلي والسيناتور مارك هانا، بتصريحات مؤيدة للعمال، كما أيدت العديد من النقابات أحزابها العمالية المستقلة (أو الحزب الاشتراكي)، ولم تكن الوحدة داخل الاتحاد الأمريكي للعمل شاملة كما قيل.
خلال الحرب العالمية الأولى، أيد غومبرز بقوة جهود الحرب. عينه الرئيس ويلسون في مجلس الدفاع الوطني، حيث ترأس المجلس الاستشاري للعمل. حضر مؤتمر باريس للسلام في عام 1919 كمستشار رسمي لقضايا العمل. رغم دعمه للحرب، أيد فيما بعد العفو عن السجناء السياسيين الذين أدينوا بموجب قوانين الطوارئ في زمن الحرب. عمل مع لوسي روبنز لانغ، التي أصبحت الأمينة التنفيذية للجنة العفو. أصبح لانغ وغومبرز صديقين أيضًا.

### الفلسفة
أثناء فترة شديدة من الركود الاقتصادي الوطني في أوائل تسعينيات القرن التاسع عشر، بلغت الاضطرابات العمالية ذروتها. دفع الوضع المتفجر في شيكاغو في أغسطس 1893 رئيس بلدية المدينة آنذاك، كارتر هنري هاريسون، إلى التحذير من أن غالبية العاطلين عن العمل ستؤدي إلى أعمال شغب «تعز البلاد» ما لم يتدخل الكونغرس. في أواخر أغسطس 1893، خاطب غومبرز 25 ألف عامل عاطل عن العمل احتشدوا على شاطئ بحيرة ميشيغان. حسبما ورد في صحيفة شيكاغو تريبيون في الحادي والثلاثين من أغسطس، تمرد غومبرز ضد المتحكمين برأس المال وعمالقة الصناعة والتمويل. «لماذا يجب اكتناز ثروة البلاد في المصارف والمصاعد، فين حين لا يزال هناك عمال بلا مأوى في الشوارع، ولا يشغل العاملون وظائفهم في حين يكتنز الكسولون العاطلون الذهب لإنفاقه على أشياء خليعة، ويتنقلون في عربات فخمة يراقبون منها الاجتماعات السلمية ويطلقون عليها اسم أعمال الشغب؟». أكيد أن العمال هم أيضًا مستهلكون، وأن خفض أجورهم لن يضر رفاههم الشخصي فحسب، بل سيضر أيضًا بالاقتصاد ككل. أضاف: «عندما يتم تخفيض أجور العمال، فإنهم ينتفعون أقل، يستهلكون أقل بالضرورة، بسبب انخفاض قوتهم الشرائية». «إن أولئك الذين يؤمنون عن جهل أو تهور بأن الأعمال التجارية يمكن أن تزدهر بتخفيض الأجور، لم يتعلموا بعد الدرس من الحياة الصناعية والتقدم».